# Actel
Actel war ein US-amerikanischer Hersteller von elektronischen Halbleiterbauelementen, insbesondere von Field-Programmable Gate Arrays (FPGAs).
Am 4. Oktober 2010 wurde die Übernahme von Actel durch Microsemi bekannt.

## Produkte
Actel hatte sich besonders auf die Branchen Militär, Luft- und Raumfahrt spezialisiert.
In der Produktpalette von Actel befanden sich vor allem FPGAs, die auf niedrigen Stromverbrauch optimiert sind. Teilweise verfügen diese auch über einen integrierten Flash-Speicher. Auch strahlungsharte FPGAs waren im Angebot, genauso wie Mixed-Signal FPGAs. Wie Forscher an der University of Cambridge festgestellt haben verfügen diese, insbesondere der als Chip mit "... one of the highest levels of design security in the
industry .." vermarktete „military grade“ ProASIC3, auch über eine absichtlich hardwaremäßig implementierte Backdoor.
Andere bedeutende Hersteller von frei programmierbaren FPGAs und CPLDs sind Xilinx, Altera und Lattice.